# Campton (Kentucky)
Campton – miasto w Stanach Zjednoczonych, w stanie Kentucky, w hrabstwie Wolfe.